# Summer World University Games 2025/Teilnehmer (Kosovo)
| Gelbes Symbol für Goldmedaillen mit stilisierten Olympischen Ringen | Graues Symbol für Silbermedaillen mit stilisierten Olympischen Ringen | Braundes Symbol für Bronzemedaillen mit stilisierten Olympischen Ringen |
| ------------------------------------------------------------------- | --------------------------------------------------------------------- | ----------------------------------------------------------------------- |
| —                                                                   | 1                                                                     | —                                                                       |

Der Kosovo nahm an den Summer World University Games 2025 vom 16. bis zum 27. Juli mit 3 Athleten (1 Mann, 2 Frauen) teil.

## Medaillen

### Medaillenspiegel
| Rang   | Sportart | Gold | Silber | Bronze | Gesamt |
| ------ | -------- | ---- | ------ | ------ | ------ |
| 1      | Judo     | –    | 1      | –      | 1      |
| Gesamt | Gesamt   | 0    | 1      | 0      | 1      |

### Medaillengewinner
| Name/n       | Sportart | Wettkampf        |
| ------------ | -------- | ---------------- |
| Silber       |          |                  |
| Laura Fazliu | Judo     | Klasse bis 63 kg |

## Teilnehmer nach Sportarten

### Judo
Frauen
- Laura Fazliu (Klasse bis 63 kg  Silber)

### Taekwondo
| Männer - Elion Agushi (Klasse bis 74 kg) | Frauen - Rona Gashi (Klasse bis 57 kg) |